# Buckman (Minnesota)
Pour les articles homonymes, voir Buckman.
Buckman est une ville américaine située dans le Comté de Morrison, dans le Minnesota. Selon le recensement de 2010, sa population est de 270 habitants.